# Kościół Matki Bożej Szkaplerznej i klasztor Karmelitów w Białyniczach
Kościół Matki Bożej Szkaplerznej i klasztor Karmelitów w Białyniczach – nieistniejący kościół i klasztor Karmelitów w Białyniczach na Białorusi. W 1876 roku władze rosyjskie zamknęły kościół i klasztor i przekazały prawosławnym. W latach 60. XX w. kościół wysadzono w powietrze, a w latach 70. klasztor.
Było to sanktuarium maryjne, w ołtarzu głównym kościoła znajdował się obraz Matki Bożej Białynickiej, uważany za cudowny przez chrześcijan różnych kościołów. Był to jeden z najbogatszych klasztorów w Wielkim Księstwie Litewskim. Ze względu na liczne pielgrzymki Białynicze nazywano „białoruską Częstochową”. Według niektórych źródeł kościół miał wezwanie Ofiarowania Najświętszej Maryi Panny lub Zaśnięcia Bogurodzicy.

## Historia
Kościół i klasztor w Białyniczach ufundował (1624-1628) kanclerz i hetman wielki litewski Lew Sapieha. W dokumencie fundacyjnym zobowiązał się do wybudowania drewnianego kościoła i klasztoru, któremu miała patronować Maryja Panna i św. Leon, opiekun fundatora. Miało to być podziękowanie za zwycięstwo nad wojskami rosyjskimi w 1618 roku. W 1624 roku fundację zalegalizował Zygmunt III Waza. Sapieha uposażył klasztor wioskami: Cerkowiszcze, Cichcin, Perona i Uholszczyzna. Kazimierz Leon Sapieha, urządził w klasztorze drukarnię i hojnie uposażył konwent: monstrancją, srebrnymi kielichami oraz wieloma innymi paramentami. Sprawił również „szczerozłotą sukienkę” dla najważniejszego w świątyni obrazu.
W czasie wojny z Rosją w latach 1654-67 obraz został ewakuowany przez Sapiehę do jego twierdzy w Lachowiczach.
W 1737 roku reaktywowano nowicjat i studia ﬁlozoﬁi, zaś w 1742 roku, po pożarze drewnianych budowli, rozpoczęła się budowa murowanego kościoła. Roboty prowadzono pod nadzorem przeora Kazimierza Radzińskiego (Radzyńskiego), który rządził konwentem przez 25 lat (1730–1755). Dopiero w 1761 roku obraz powrócił do Białynicz, do nowo zbudowanego murowanego kościoła. Koronacji obrazu dokonał 20 września 1761 roku biskup smoleński Jerzy Hylzen. Do kresowych Białynicz przybywały tysiące pielgrzymów litewskich, białoruskich, ukraińskich, polskich i innych. W 1772 roku Białynicze znalazły się w zaborze rosyjskim. W ramach represji po powstaniu listopadowym w 1832 roku Karmelitów usunięto, a kościół przekazano duchowieństwu diecezjalnemu. W 1859 roku w sanktuarium miał miejsce pożar. Na początku lat 60. XIX w. kościół został rozbudowany. Po powstaniu styczniowym władze rosyjskie 12 kwietnia 1876 roku zamknęły białynicki kościół i przekazały prawosławnemu klasztorowi św. Mikołaja. Ten dzień prawosławni świętują jako swoje wspomnienie Matki Bożej Białynickiej. W 1924 roku bolszewicy zamknęli cerkiew i urządzili w niej muzeum ateizmu. Rozebrali wieże i kopułę świątyni. W latach 60. XX w. wysadzili w powietrze kościół, a w latach 70. klasztor.
W 1996 roku na jego miejscu zbudowano cerkiew prawosławną, w której czczona jest Matka Boża Białynicka. W 1993 roku odrodziła się parafia katolicka, która obecnie posiada niewielką kaplicę. Wskazano miejsce pod kościół w centrum miejscowości i wybrano architekta z Mińska, który zaprojektuje świątynię w stylu neogotyckim.

## Architektura
W kompleks zabudowań wchodził kościół, budynek klasztoru w kształcie litery T, ogrodzenie z bramą wjazdową, dzwonnica, wieża zegarowa.

## Galeria

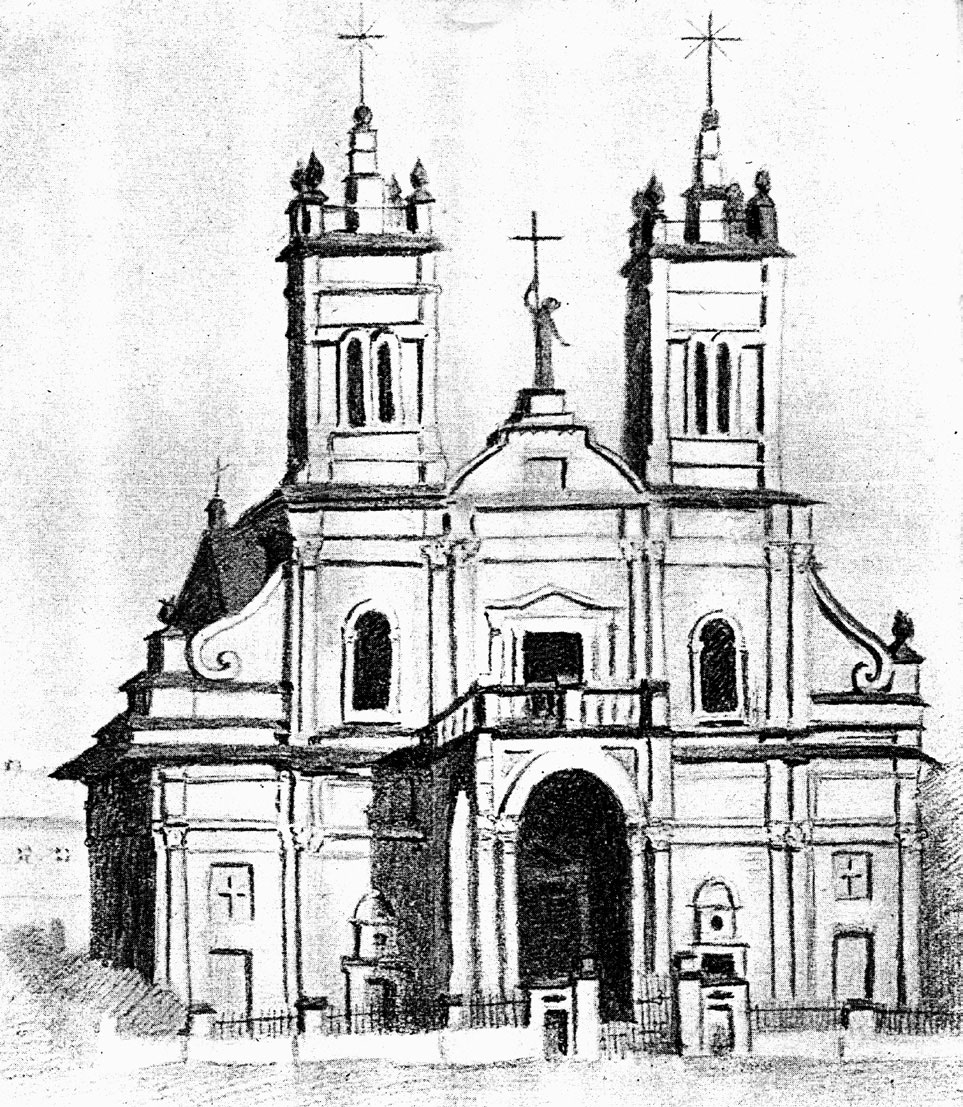
Kościół przed przebudową w 1861 roku
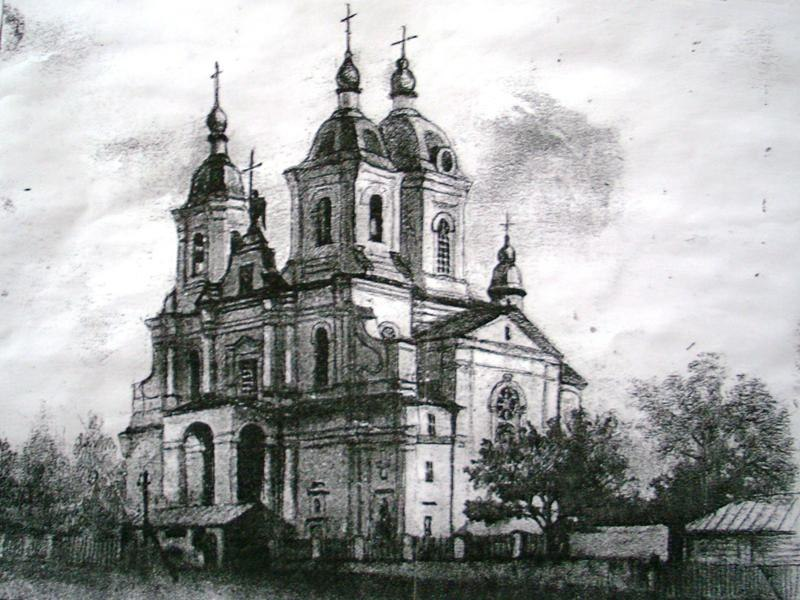
Kościół jako cerkiew w 1900 roku
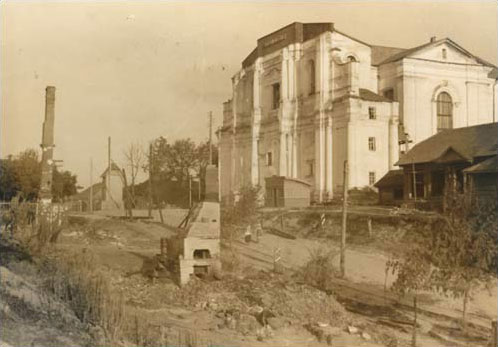
Kościół jako muzeum ateizmu w 1941 roku
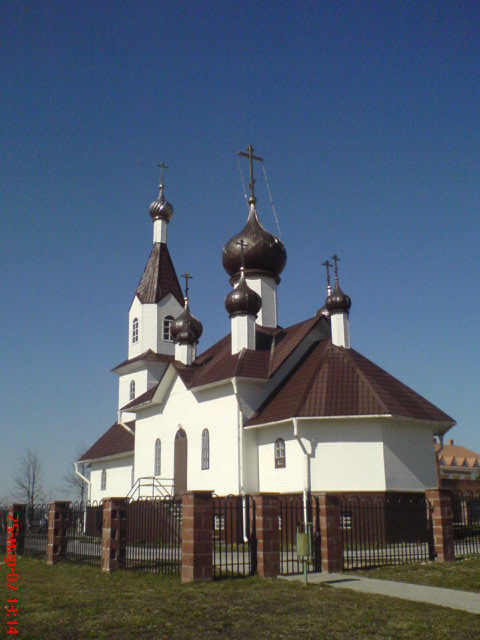
Cerkiew w miejscu kościoła